# Timpton
Timpton – rzeka w Rosji, w Jakucji; prawy dopływ Ałdanu. Długość 644 km; powierzchnia dorzecza 44 400 km²; średni roczny przepływ przy ujściu 560 m³/s.
Źródła w Pasmie Stanowym; płynie w kierunku północnym przez Góry Ałdańskie; spławna w dolnym biegu.
Zamarza od października do maja (w tym przez kilka miesięcy do dna); zasilanie deszczowo-śniegowe.